# X (Peter-Maffay-Album)
X ist das 19. Studioalbum des deutschen Pop-Rock-Musikers Peter Maffay aus dem Jahr 2000.

## Entstehung und Veröffentlichung
Die Erstveröffentlichung von X erfolgte am 27. März 2000 bei Ariola. Das Album erschien in seiner Originalausführung als CD mit dreizehn Titeln (Katalognummer: 4509-91001-2).
Die Texte aller Titel wurden von Daniel Huss (1, 13), Ken Taylor (1, 13), Andreas Becker (2, 4, 5, 12), Carsten Pape (2, 7, 8, 9, 11), Lukas Hilbert (2, 3, 5, 6, 7, 8, 9, 10, 11, 12), Peter Maffay (3), Bertram Engel (6, 7, 11), Carl Carlton (6, 7, 11), Pascal Kravetz (6, 7, 8, 9, 10, 11, 12), Jean-Jacques Kravetz (8, 9, 10) und Frank Diez (12) geschrieben. Für die Produktion aller Lieder zeichnete das Trio aus Carlton, Engel und Maffay verantwortlich.

## Inhalt und Stil
Bei X handelt es sich stilistisch um ein Pop-Rock-Album. Inhaltlich behandelt das Album überwiegend Lieder, die sich mit dem Thema Liebe auseinandersetzen.

## Titelliste
1. Bis ans Ende der Welt – 4:06
2. Bring mich nach Haus – 4:15
3. Rette mich – 5:26 (feat. Roh)
4. Wenn du willst – 5:02
5. Du und ich für immer – 5:42
6. Das hab ich nicht gewollt – 4:56
7. Freier Fall – 3:51
8. Das Leben fliesst so einfach – 5:06
9. Deine Chance – 5:42
10. Sternenmeer – 5:10
11. Keiner kommt hier lebend raus – 4:30
12. Fühlst du genauso – 3:56
13. Bis Ans Ende Der Welt (Reprise) – 4:06

## Kommerzieller Erfolg

### Chartplatzierungen
| ChartsChartplatzierungen | Höchstplatzierung | Wochen |
| ------------------------ | ----------------- | ------ |
| Deutschland (GfK)        | 2 (34 Wo.)        | 34     |
| Schweiz (IFPI)           | 17 (9 Wo.)        | 9      |

| ChartsJahrescharts (2000) | Platzierung |
| ------------------------- | ----------- |
| Deutschland (GfK)         | 42          |

### Auszeichnungen für Musikverkäufe
| Land/Region        | Auszeichnungen für Musikverkäufe (Land/Region, Auszeichnung, Verkäufe) | Verkäufe |
| ------------------ | ---------------------------------------------------------------------- | -------- |
| Deutschland (BVMI) | 3× Gold                                                                | 450.000  |
| Insgesamt          | 3× Gold ·                                                              | 450.000  |